# Кристиан Август фон Шлезвиг-Холщайн-Готорп
Кристиан Август фон Шлезвиг-Холщайн-Готорп (на немски: Christian August von Holstein-Gottorp) е от 1705 до 1726 г. протестантски княз-епископ на Любек и регент на Шлезвиг-Холщайн-Готорп.

## Живот
Той е вторият син на херцог Кристиан Албрехт фон Шлезвиг-Холщайн-Готорп (1641 – 1695) и датската принцеса Фридерика Амалия Олденбургска (1649 – 1704), дъщеря на краля на Дания Фредерик III и принцеса София Амалия фон Брауншвайг-Люнебург. По-големият му брат е херцог Фридрих IV (1671 – 1702).
Кристиан Август става епископ на Любек с резиденция дворец Ойтин. Със смъртта на брат му Фридрих IV през 1702 г. Кристиан Август поема допълнително администрацията в Шлезвиг-Холщайн-Готорп, понеже племенникът му Карл Фридрих е едва на две години. От 1708 г., след смъртта на вдовицата-майка Хедвиг София Шведска, той поема сам регентството.
Той умира на 24 април 1726 г. и е погребан в построената през 1747 г. Нова княжеска епископска гробна капела на катедралата в Любек при съпругата му и техния син принц Карл († 1727).

## Фамилия
Кристиан Август се жени на 2 септември 1704 г. в дворец Еутин за маркграфиня Албертина Фридерика фон Баден-Дурлах (* 3 юли 1682; † 22 декември 1755), дъщеря на маркграф Фридрих VII Магнус фон Баден-Дурлах и принцеса Августа Мария фон Шлезвиг-Холщайн-Готорп. Те имат децата:
- Хедвиг София (1705 – 1764), абатиса в Херфорд от 1750
- Карл Август (1706 – 1727), епископ на Любек (1726 – 1727), сгоден за велика княгиня Елисавета от Русия
- Фридерика Амалия (1708 – 1731), монахиня в Кведлинбург
- Анна (1709 – 1758), омъжена 1742 за Вилхелм фон Саксония-Гота-Алтенбург (1701 – 1771), син на херцог Фридрих II фон Саксония-Гота-Алтенбург
- Адолф Фредерик (1710 – 1771), трон-принц на Швеция от 1743, крал на Швеция (1751 – 1771), женен 1744 за Луиза Улрика Пруска (1720 – 1782), дъщеря на крал Фридрих Вилхелм I
- Фридрих Август (1711 – 1785), херцог на Олденбург, женен 1752 за Улрика Фридерика (1722– 1787), дъщеря на ландграф Максимилиян фон Хесен-Касел
- Йохана Елизабет (1712 – 1760), омъжена 1727 за Христиан Август фон Анхалт-Цербст (1690 – 1747), майка на руската императрица Екатерина II Велика
- Фридерика София (*/† 1713)
- Вилхелм Кристиан (1716 – 1719)
- Фридрих Конрад (*/† 1718)
- Георг Лудвиг (1719 – 1763), женен 1750 за София Шарлота (1722 – 1763), дъщеря на херцог Фридрих Вилхелм II фон Шлезвиг-Холщайн-Зондербург-Бек